# 245
Het jaar 245 is het 45e jaar in de 3e eeuw volgens de christelijke jaartelling.

## Gebeurtenissen

### Europa
- De Franken, een Germaans volk van veeboeren en handelaren, vallen de Rijngrens (limes) binnen en voeren een plunderveldtocht nabij Mogontiacum (huidige Mainz).

## Overleden
- Lu Xun (62), Chinees veldheer